# Comedy Central (Latinoamérica)
Comedy Central es un canal de televisión por suscripción latinoamericano de origen estadounidense, enfocado en la emisión de series de comedia para toda la familia, tanto de producción extranjera como local. Fue lanzado el 1 de febrero de 2012 como la variante local del canal Comedy Central y es propiedad de Paramount Skydance Corporation a través de Paramount Networks Americas.

## Historia
Antes de que Comedy Central se lanzara en América Latina, canales como MTV, VH1, y Locomotion transmitieron programación de Comedy Central entre los años 2000 y 2012, como South Park o  Drawn Togheter.
El canal fue lanzado el día 1 de febrero de 2012 por Viacom International Media Networks The Americas y su sitio web fue lanzado el 11 de noviembre de 2011, dos meses antes del inicio oficial del canal. En DirecTV y algunas compañías de televisión por suscripción, el canal reemplazó a la señal SD de VH1.
El 26 de febrero de 2019, Comedy Central renovó su imagen en pantalla, cambiando el logo y el paquete gráfico que tenían desde su lanzamiento en Latinoamérica, adaptándose al nuevo rediseño lanzado dos meses atrás en Estados Unidos.